# Erich Ebermayer
Erich Ebermayer, född 14 september 1900 i Bamberg, Bayern, död 22 september 1970, var en tysk författare, och manusförfattare till ett trettiotal filmer.